# Chilhoplites unicinctatus
Chilhoplites unicinctatus är en stekelart som först beskrevs av Dalla Torre 1902.  Chilhoplites unicinctatus ingår i släktet Chilhoplites och familjen brokparasitsteklar. Inga underarter finns listade i Catalogue of Life.